# Ritorno ad amare
Ritorno ad amare è un singolo del cantautore italiano Biagio Antonacci in anticipo del settimo album in studio 9/NOV/2001, pubblicato il 19 ottobre 2001 e debuttante al primo posto delle classifiche radiofoniche.

## Tracce
1. Ritorno ad amare